# Slow Grenade
Slow Grenade è un singolo della cantante britannica Ellie Goulding, pubblicato il 30 giugno 2020 come terzo estratto dal quarto album in studio Brightest Blue.
Il brano vede la partecipazione del cantante statunitense Lauv.

## Tracce
Testi e musiche di Ellie Goulding, Oscar Görres, Joe Kearns, Brett McLaughlin e Ari Leff.
Download digitale
1. Slow Grenade (feat. Lauv) – 3:37

Download digitale – Syn Cole Remix
1. Slow Grenade (con Lauv) (Syn Cole Remix) – 3:08

## Formazione
Musicisti
- Ellie Goulding – voce
- Lauv – voce aggiuntiva
- Oscar Görres – cori, basso, batteria, chitarra, tastiera, percussioni, programmazione

Produzione
- Oscar Görres – produzione
- Joe Kearns – produzione vocale
- Jason Elliott – ingegneria del suono
- John Hanes – ingegneria del suono
- Randy Merrill – mastering
- Șerban Ghenea – missaggio

## Classifiche
| Classifica (2020) | Posizione massima |
| ----------------- | ----------------- |
| Croazia           | 69                |
| Lituania          | 49                |
| Portogallo        | 82                |